# Brachyscome
 Brachyscome  Cass., 1816 è un genere di piante angiosperme dicotiledoni della famiglia delle Asteraceae, sottofamiglia Asteroideae, tribù Astereae (Aster lineage) e sottotribù Brachyscominae.

## Etimologia
Il nome del genere deriva dal greco antico "βραχύς" (brachýs), che significa "corto", e "σκόμη" (skómē), che significa "capelli, chioma, criniera".
Il nome scientifico del genere è stato definito dal botanico Alexandre Henri Gabriel de Cassini (1781-1832) nella pubblicazione " Bulletin des Sciences, par la Société Philomatique" ( Bull. Sci. Soc. Philom. Paris 199) del 1816.

## Descrizione

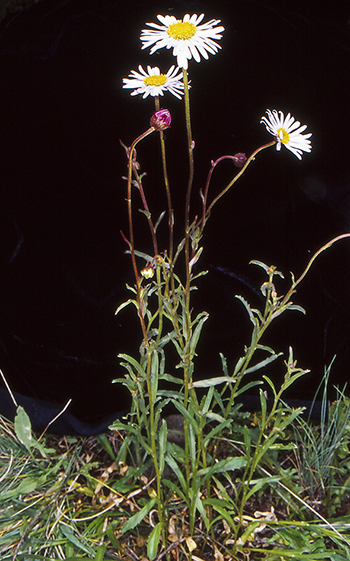
Il portamento
Brachyscome aculeata

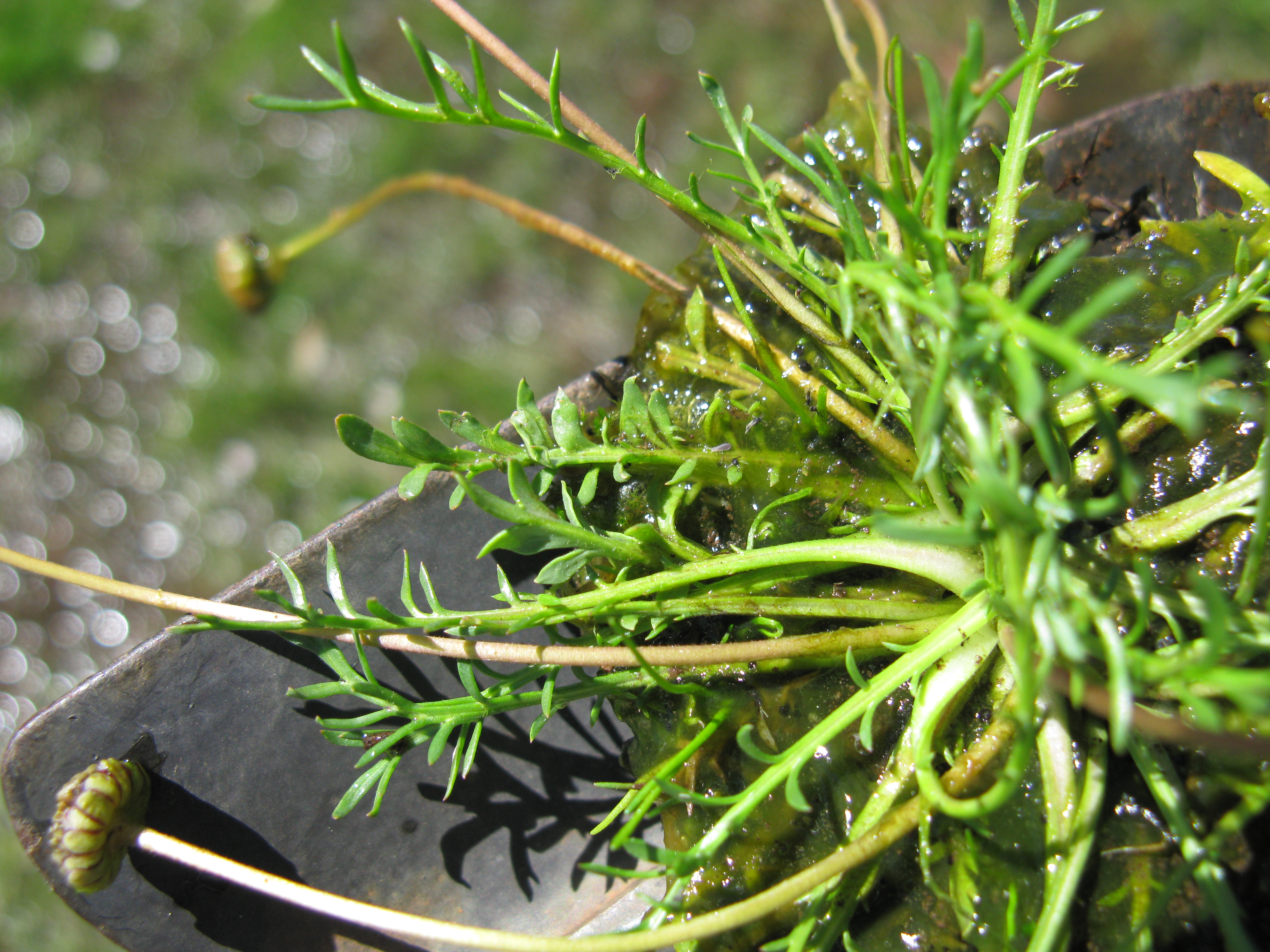
Le foglie
Brachyscome dissectifolia

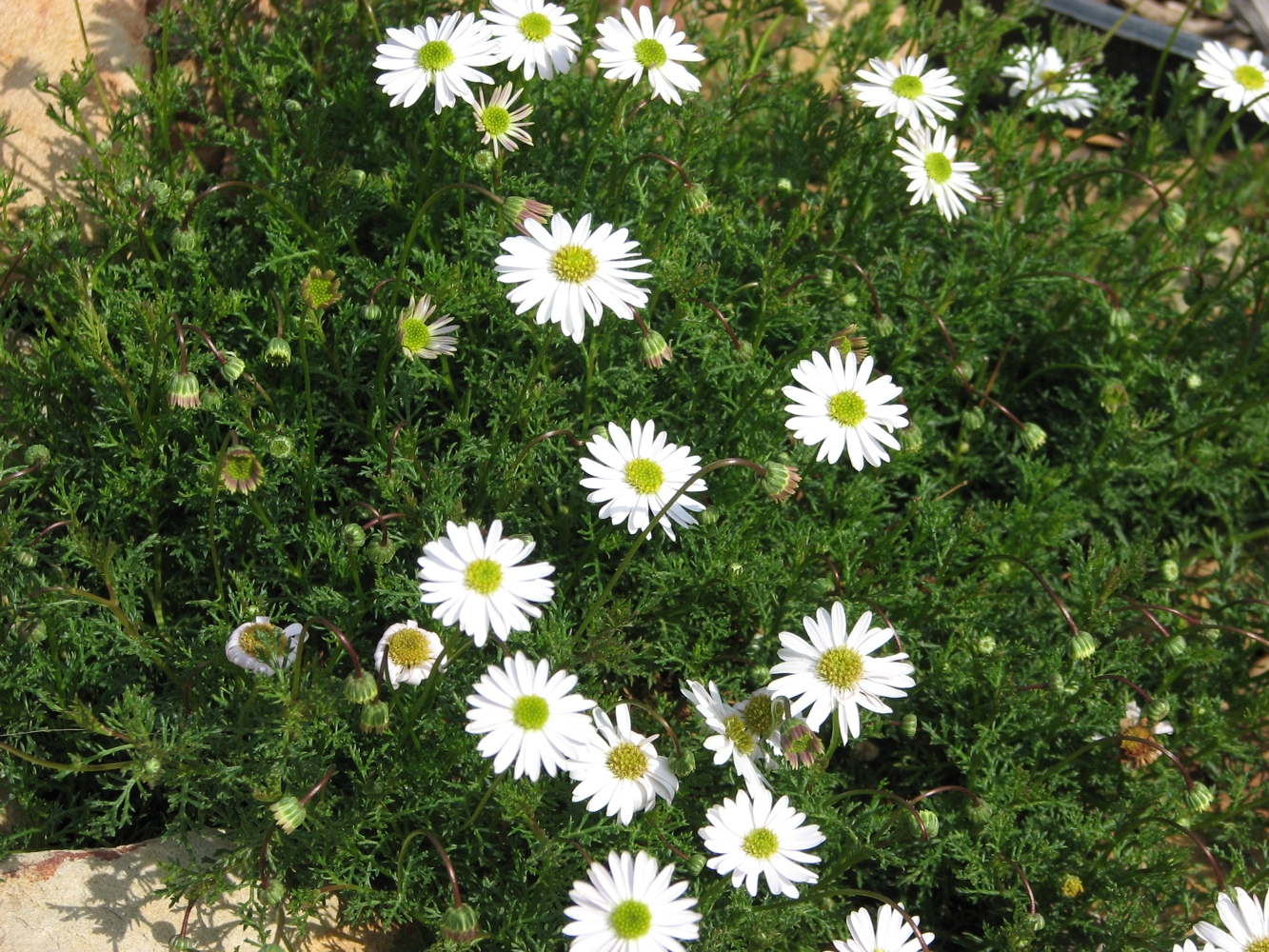
Infiorescenza
Brachyscome multifida

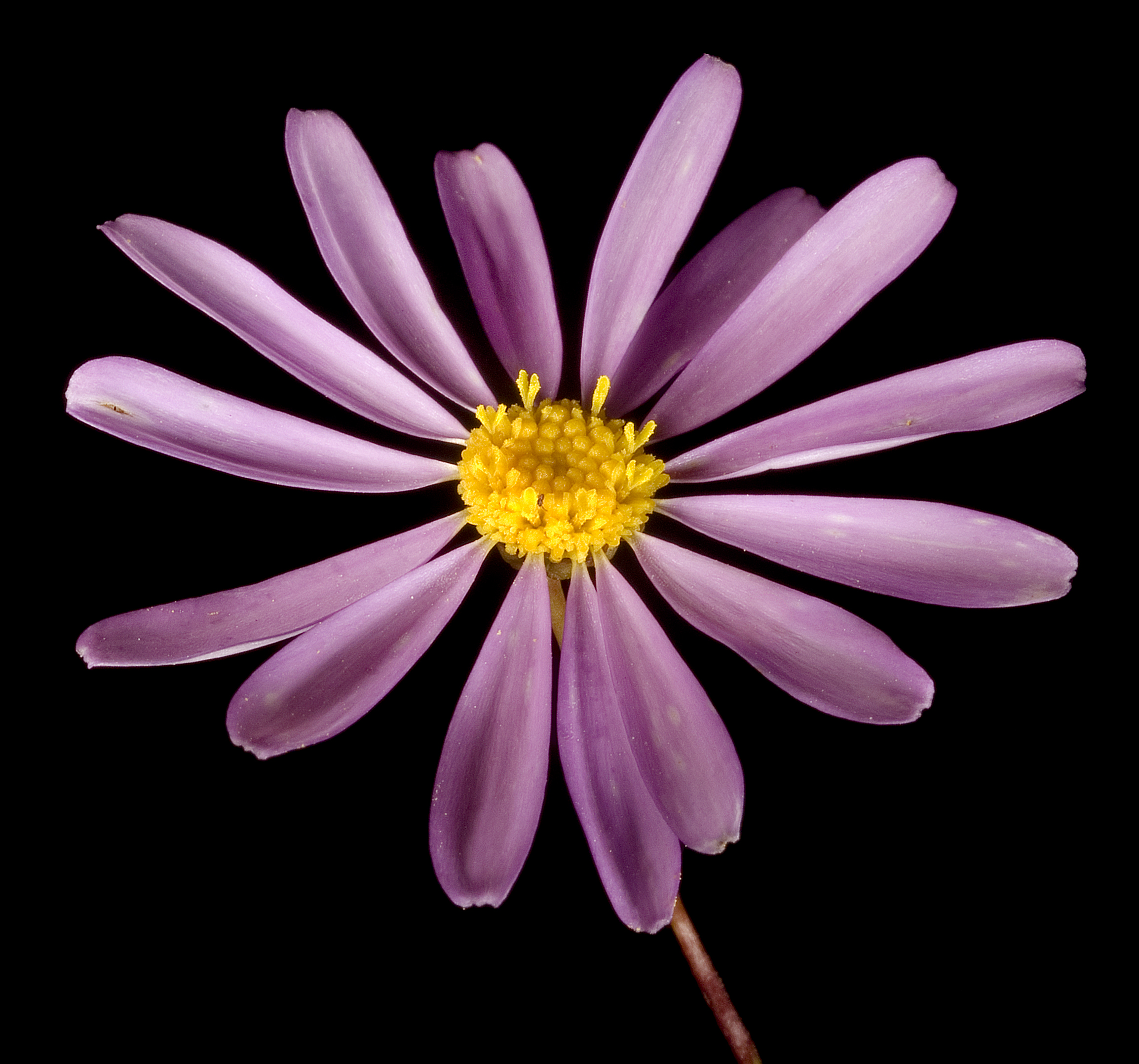
I fiori
Brachyscome iberidifolia

Portamento. Le specie di questo genere hanno un habitus di tipo annuale o perenne erbaceo, talvolta rizomatoso (raramente sub-arbustivo). Sulla superficie delle piante, glabra o a volte tomentosa, sono presenti delle ghiandole (anche stipitate).
Fusto. La parte aerea in genere è eretta, semplice o ramosa. 
Foglie. Le foglie in genere sono disposte in modo alternato, picciolate o sessili. Si distinguono in basali (possono formare una rosetta basale) e in cauline (in genere di minori dimensioni). La lamina è semplice o pennata o lobata. Sulla superficie possono essere presenti dei punti ghiandolari.
Infiorescenza. Le sinflorescenze sono sia scapose (capolini solitari) che composte da alcuni capolini riuniti in corimbi. Le infiorescenze vere e proprie sono composte da un capolino terminale peduncolato di tipo radiato con fiori eterogami. I capolini sono formati da un involucro, con forme da emisferiche a campanulate, composto da diverse brattee, al cui interno un ricettacolo fa da base ai fiori di due tipi: fiori del raggio e fiori del disco. Le brattee, oblunghe con apici ottusi, non carenate ma con un ampio margine ialino e a consistenza erbacea, sono disposte in modo più o meno embricato su 2 - 3 serie. Il ricettacolo in genere è nudo ossia senza pagliette a protezione della base dei fiori; la forma varia da convessa a conica.
Fiori.  I fiori sono tetra-ciclici (formati cioè da 4 verticilli: calice – corolla – androceo – gineceo) e pentameri (calice e corolla formati da 5 elementi). Si distinguono in:
- fiori del raggio (esterni): sono femminili e sono disposti su 1 - 2 serie; la forma è ligulata (zigomorfa);
- fiori del disco (centrali): sono più numerosi con forme brevemente tubulose (attinomorfe); sono ermafroditi o (raramente) funzionalmente maschili.

- Formula fiorale:

*/x K {\displaystyle \infty }, [C (5), A (5)], G 2 (infero), achenio
- Calice: i sepali del calice sono ridotti ad una coroncina di squame.

- Corolla: la forma della corolla alla base è più o meno imbutiforme, mentre all'apice è ligulata a 5 (raramente 3) denti (i fiori del raggio) o strettamente tubolare con 5 (raramente 4) lobi (i fiori del disco); i lobi, patenti o eretti, hanno una forma triangolare-lanceolata. I colori della corolla sono giallo (i fiori del disco) e violaceo, bianco, blu o rosa (i fiori del raggio).

- Androceo: l'androceo è formato da 5 stami sorretti da filamenti generalmente liberi; gli stami sono connati e formano un manicotto circondante lo stilo; le teche (produttrici del polline) alla base sono troncate e sono lievemente auricolate (molto raramente sono speronate o hanno una coda); le appendici apicali delle antere hanno delle forme piatte e lanceolate; il tessuto endoteciale (rivestimento interno dell'antera) è quasi sempre polarizzato (con due superfici distinte: una verso l'esterno e una verso l'interno). Il polline è sferico con un diametro medio di circa 25 micron;  è tricolporato (con tre aperture sia di tipo a fessura che tipo isodiametrica o poro) ed è echinato (con punte sporgenti).[10][13]

- Gineceo: l'ovario è infero uniloculare formato da 2 carpelli.[6] Lo stilo (il recettore del polline) è profondamente bifido (con due stigmi divergenti) e con le linee stigmatiche marginali separate.[14] I due bracci dello stilo hanno una forma da deltoide a lungo-triangolare e sono papillosi o ricoperti da ciuffi di peli.

Frutti. I frutti sono degli acheni con un scarso pappo; in alcune specie è presente un certo dimorfismo (gli acheni dei fiori del raggio differiscono dagli acheni dei fiori del disco);
- achenio: gli acheni, con forme obovate, sono lateralmente compressi (piatti) con due nervature laterali, sono inoltre alati (o con protuberanze distali); la superficie normalmente è cosparsa da setole, qualche volta ghiandolose; la parete dell'achenio è formata da celle contenenti rafidi ma prive di fitomelanina; il carpoforo normalmente è anulare; sono presenti setole con punte a forma di ancora;
- pappo: il pappo, normalmente è mancante o ridotto, altrimenti è formato da una serie di setole. A volte sono presenti solamente alcune minute scaglie.[10]

## Biologia
Impollinazione: l'impollinazione avviene tramite insetti (impollinazione entomogama tramite farfalle diurne e notturne).

Riproduzione: la fecondazione avviene fondamentalmente tramite l'impollinazione dei fiori (vedi sopra).

Dispersione: i semi (gli acheni) cadendo a terra sono successivamente dispersi soprattutto da insetti tipo formiche (disseminazione mirmecoria). In questo tipo di piante avviene anche un altro tipo di dispersione: zoocoria. Infatti gli uncini delle brattee dell'involucro (se presenti) si agganciano ai peli degli animali di passaggio disperdendo così anche su lunghe distanze i semi della pianta. Inoltre per merito del pappo il vento può trasportare i semi anche a distanza di alcuni chilometri (disseminazione anemocora).

## Distribuzione e habitat
Le specie di questo genere sono distribuite in Nuova Guinea, Australia, Tasmania e Nuova Zelanda .

## Sistematica
La famiglia di appartenenza di questa voce (Asteraceae o Compositae, nomen conservandum) probabilmente originaria del Sud America, è la più numerosa del mondo vegetale, comprende oltre 23.000 specie distribuite su 1.535 generi, oppure 22.750 specie e 1.530 generi secondo altre fonti (una delle checklist più aggiornata elenca fino a 1.679 generi). La famiglia attualmente (2021) è divisa in 16 sottofamiglie; la sottofamiglia Asteroideae è una di queste e rappresenta l'evoluzione più recente di tutta la famiglia.

### Filogenesi
La tribù Astereae comprende circa 40 sottotribù. In base alle ultime ricerche nella tribù sono stati individuati (provvisoriamente) 5 principali lignaggi:
- Basal grade: include alcuni generi isolati, il gruppo "South American-Oceania",  alcune sottotribù africane e il gruppo dei generi legnosi del Madagascar.
- Bellis lineage: comprende le sottotribù eurasiatiche e una sottotribù africana.
- Aster lineage: include i generi asiatici di Asterinae e i principali gruppi dell'Australia e dell'Oceania.
- Baccharis lineage: include alcuni gruppi sudamericani.
- North American lineage: include la vasta gamma di sottotribù del Nordamerica, Messico e alcuni gruppi distribuiti nel Sudamerica.

Il genere  Brachyscome (insieme alla sottotribù Brachyscominae) è incluso nel Aster lineage i cui caratteri principali sono: la base delle antere sono prive di code e non sono calcarate (speronate); le linee stigmatiche dei bracci dello stilo sono totalmente separate; i due bracci dello stilo hanno una forma breve o allungata da lanceolata a deltoide e possono essere papillosi o ricoperti da ciuffi di peli (all'esterno, mentre all'interno sono glabri). La distribuzione della maggior parte delle specie di questo gruppo è nelle regioni temperate nord e sud.
La sottotribù Brachyscominae comprende oltre trenta generi suddivisi nei seguente gruppi:
- Brachyscome group
- Calotis group
- Vittadinia group
- Elachanthus group
- Incertae sedis
- Olearia Moench sensu stricto
- Unresolved Olearia segregates

 Brachyscome è incluso nel gruppo "Brachyscome group" insieme ai generi Allittia - Ceratogyne - Pembertonia - Roebuckiella. Tuttavia alcune recenti ricerche propongono di includere in Brachyscome  i generi, alcuni attualmente indipendenti, Allittia, Brachystephium, Pembertonia, Roebuckia, Steiroglossa.
Date le grandi dimensioni, il genere è suddiviso nei seguenti 14 "gruppi":
- Brachyscome aculeata group
- Brachyscome basaltica group
- Brachystephium group
- Brachyscome ciliaris group
- Brachyscome decipiens group
- Brachyscome dentata group
- Brachyscome iberidifolia group
- Brachyscome lineariloba group
- Brachyscome muelleri group
- Brachyscome multida group
- Brachyscome nivalis group
- Paquerina group
- Brachyscome triloba group
- Brachyscome whitei group

I caratteri distintivi del genere di questa voce sono:
- i fiori del disco in maggioranza sono bisessuali;
- gli acheni sono privi di protuberanze distali;
- il pappo è assente o formato da minute scaglie.

Il numero cromosomico delle specie di questo genere è: 2n = 18; ridotti a 2n = 16, 14, 12, 10, 8, 6 e 4 (la base è n = 9).

### Elenco delle specie
Questo genere ha 98 specie:
A - B
- Brachyscome abercrombiensis  P.S.Short
- Brachyscome aculeata  (Labill.) Cass. ex Less.
- Brachyscome ascendens   G.L.Davis
- Brachyscome assamica  C.B.Clarke
- Brachyscome barkerae  P.S.Short
- Brachyscome basaltica  F.Muell.
- Brachyscome bellidioides  Steetz
- Brachyscome billabongensis  P.S.Short
- Brachyscome blackii   G.L.Davis
- Brachyscome breviscapis  C.R.Carter
- Brachyscome brownii  P.S.Short

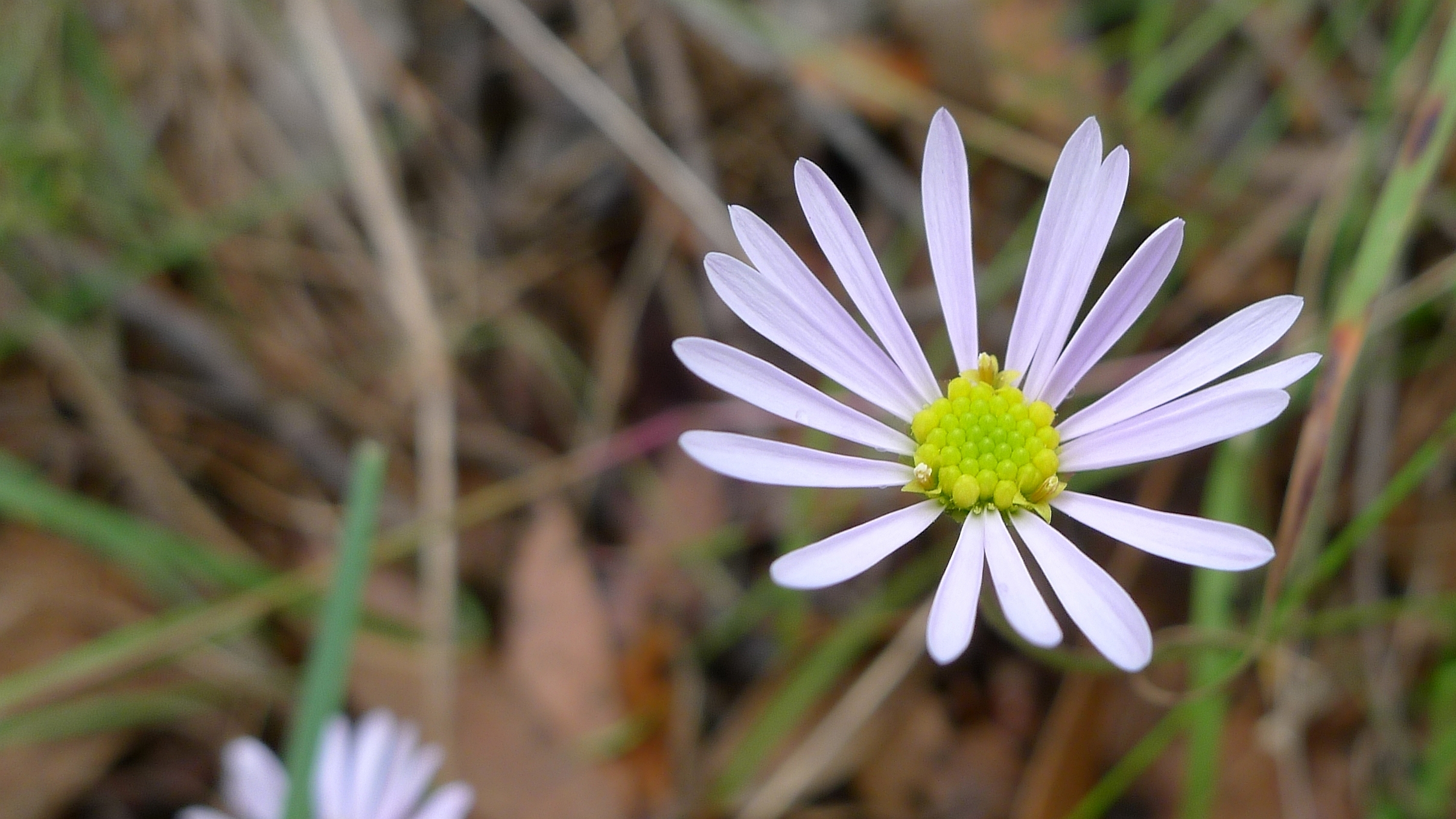
Brachyscome aculeata
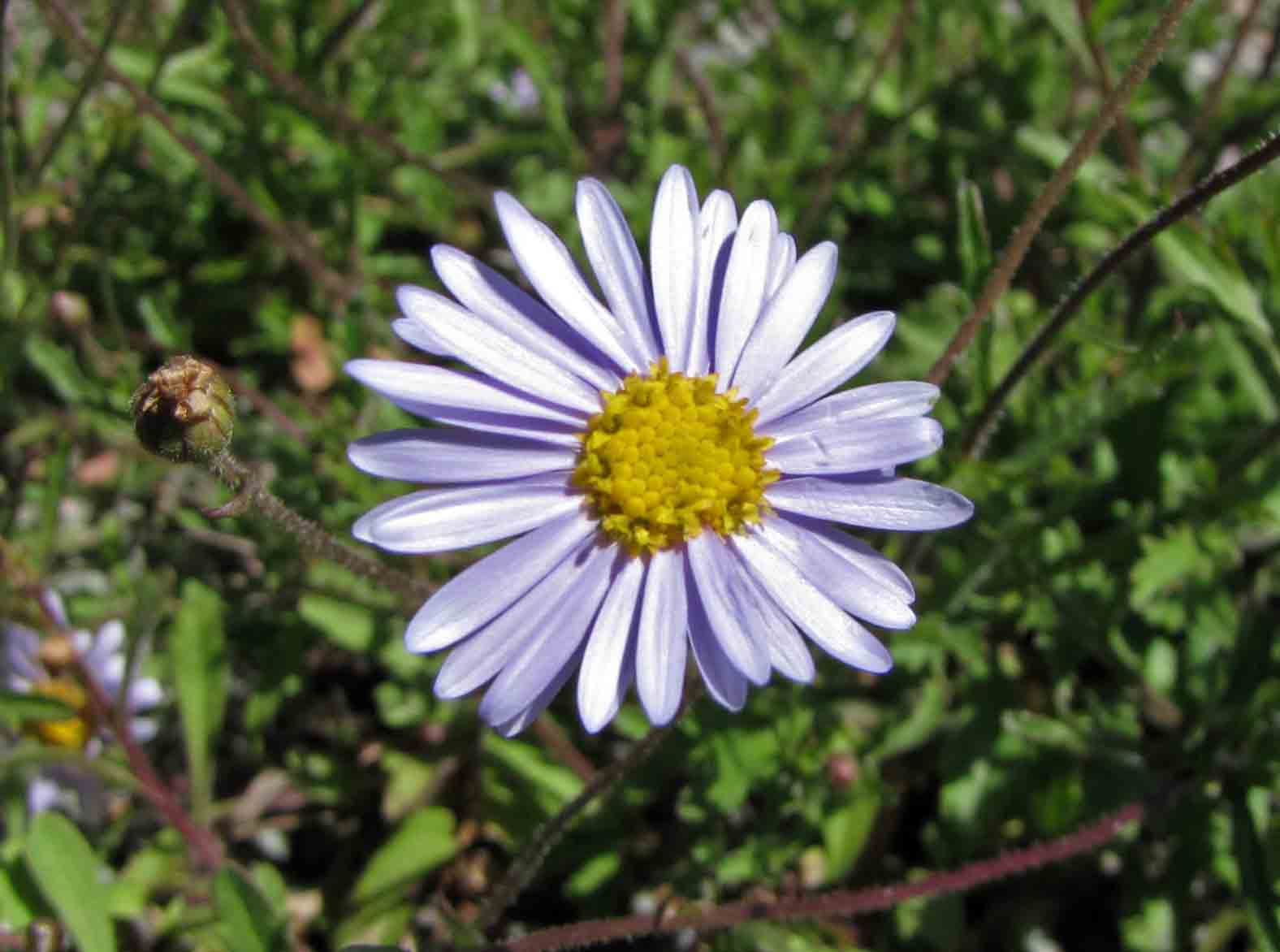
Brachyscome ascendens
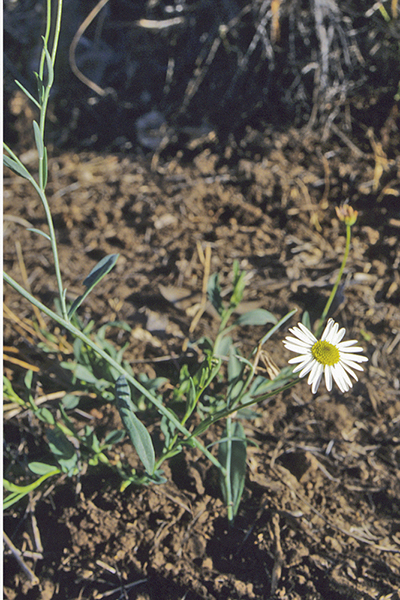
Brachyscome basaltica

C - D
- Brachyscome campylocarpa  J.M.Black
- Brachyscome casstiana  P.S.Short
- Brachyscome chrysoglossa  F.Muell.
- Brachyscome ciliaris  (Labill.) Less.
- Brachyscome coongiensis  Munir
- Brachyscome cuneifolia  Tate
- Brachyscome curvicarpa  G.L.Davis
- Brachyscome dalbyensis  P.S.Short
- Brachyscome debilis  Sond.
- Brachyscome decipiens  Hook.f.
- Brachyscome dichromosomatica  C.R.Carter
- Brachyscome dimorphocarpa   G.L.Davis
- Brachyscome dissectifolia   G.L.Davis
- Brachyscome diversifolia  (Graham ex Hook.) Fisch. & C.A.Mey.

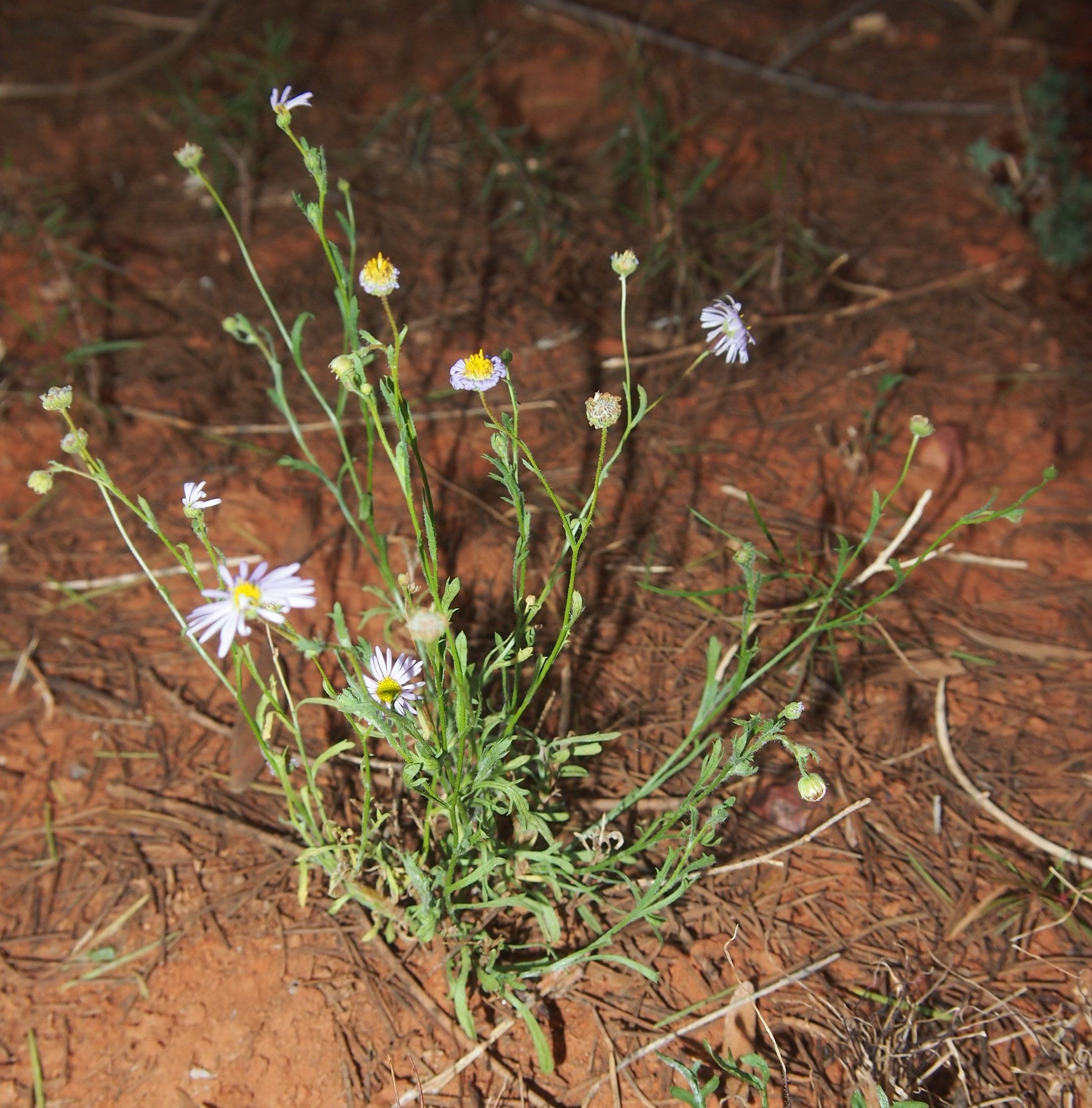
Brachycome ciliaris
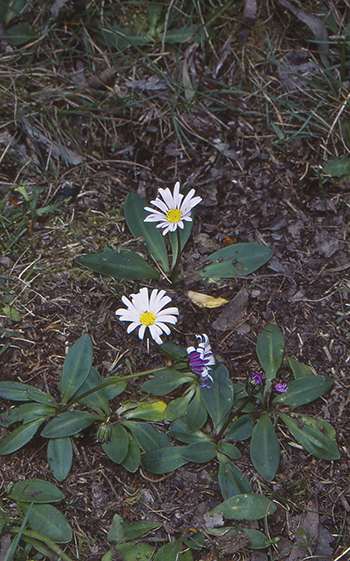
Brachyscome decipiens
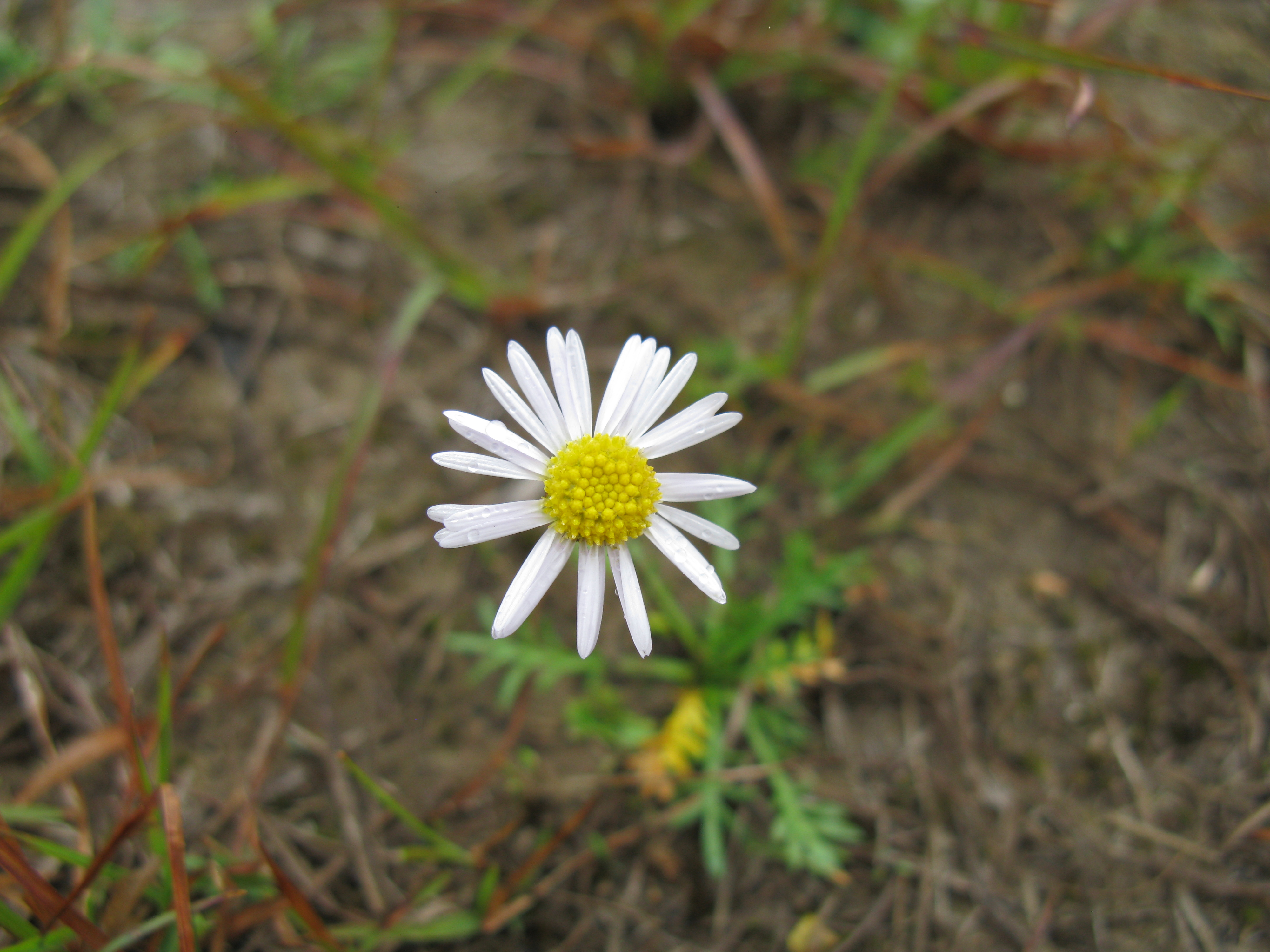
Brachyscome dissectifolia
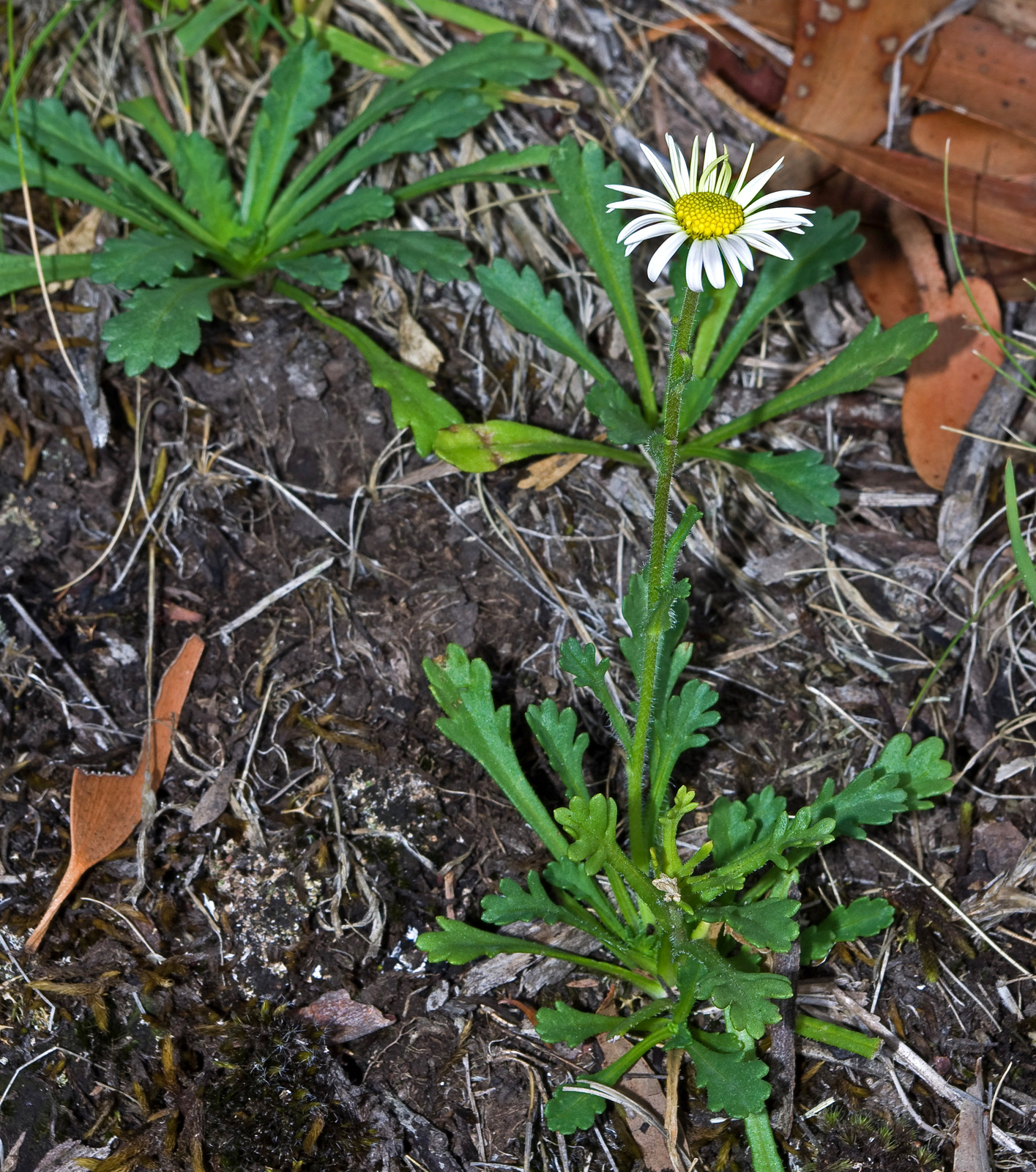
Brachyscome diversifolia

E - F - G - H - I
- Brachyscome elegans  J.Kost.
- Brachyscome eriogona  (J.M.Black) G.L.Davis
- Brachyscome exilis  Sond.
- Brachyscome eyrensis   G.L.Davis
- Brachyscome foliosa  P.S.Short
- Brachyscome formosa  P.S.Short
- Brachyscome georginensis  P.S.Short
- Brachyscome gilesii  P.S.Short
- Brachyscome glandulosa  Benth.
- Brachyscome goniocarpa  Sond. & F.Muell.
- Brachyscome gracilis   G.L.Davis
- Brachyscome graminea  (Labill.) F.Muell.
- Brachyscome humilis  G.Simpson & J.S.Thomson
- Brachyscome iberidifolia  Benth.

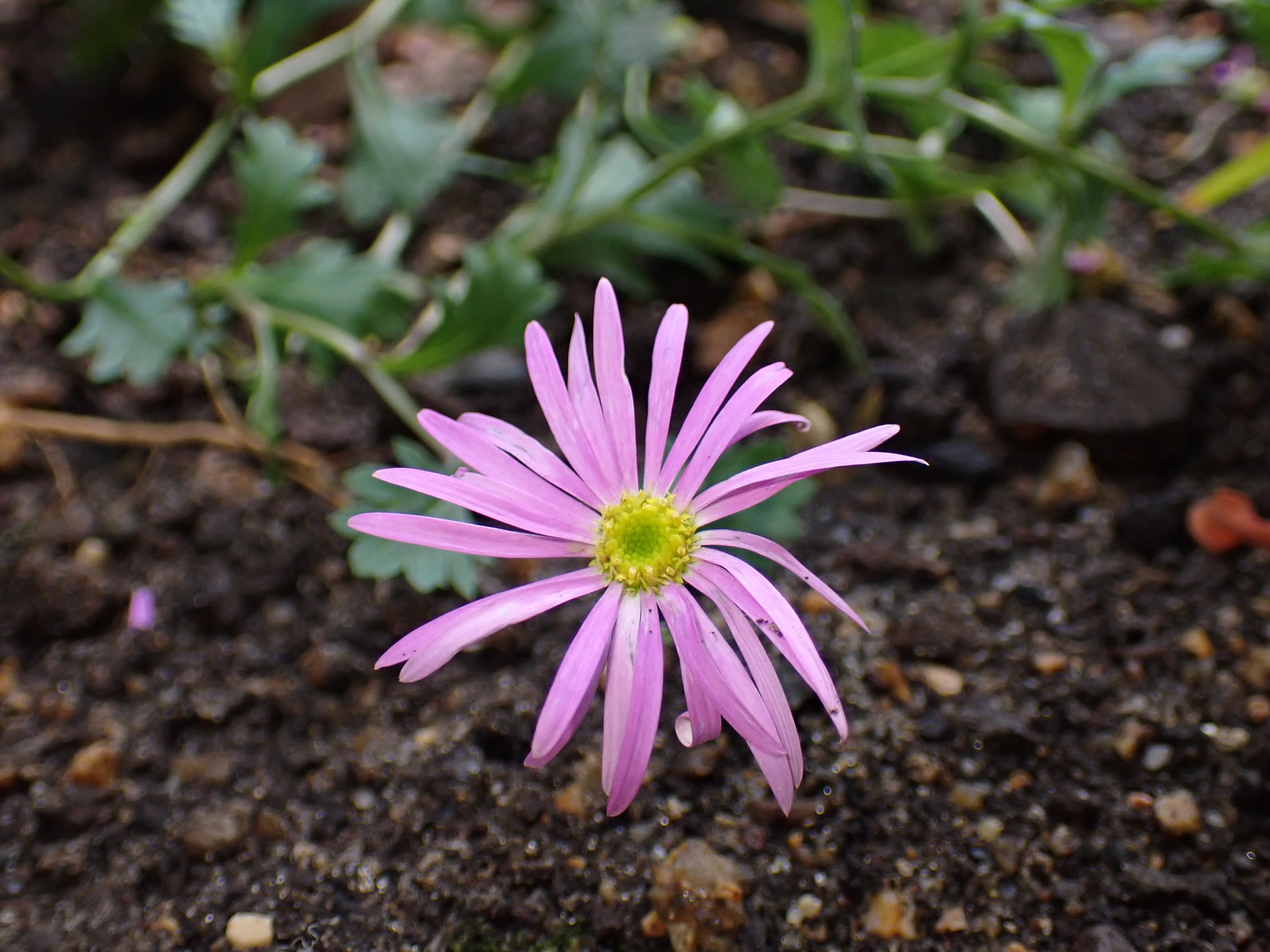
Brachyscome formosa
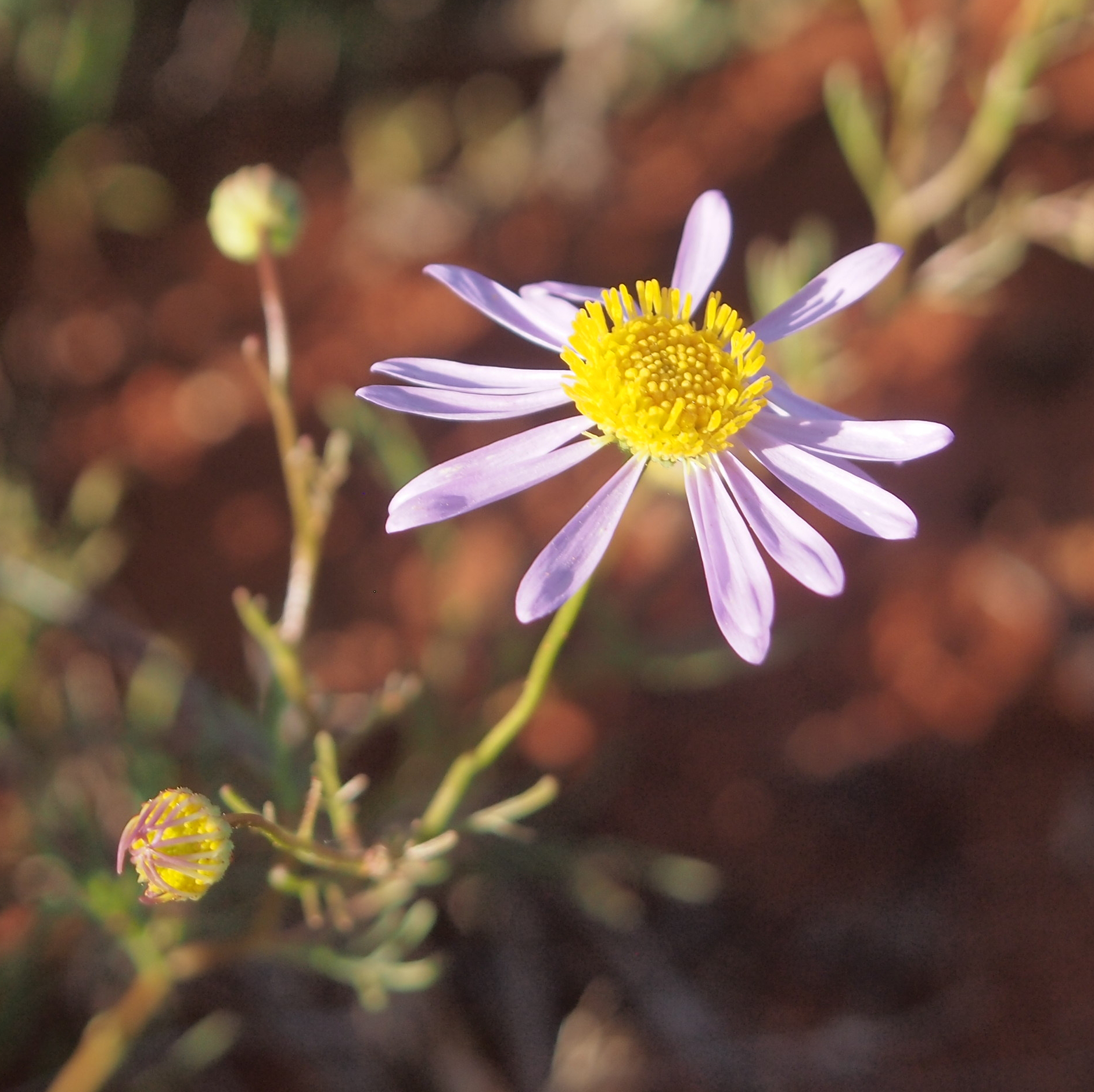
Brachyscome gilesii
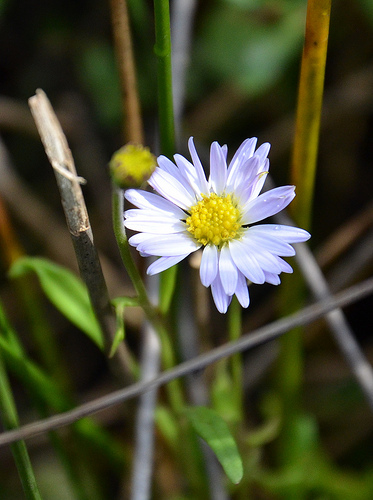
Brachyscome graminea
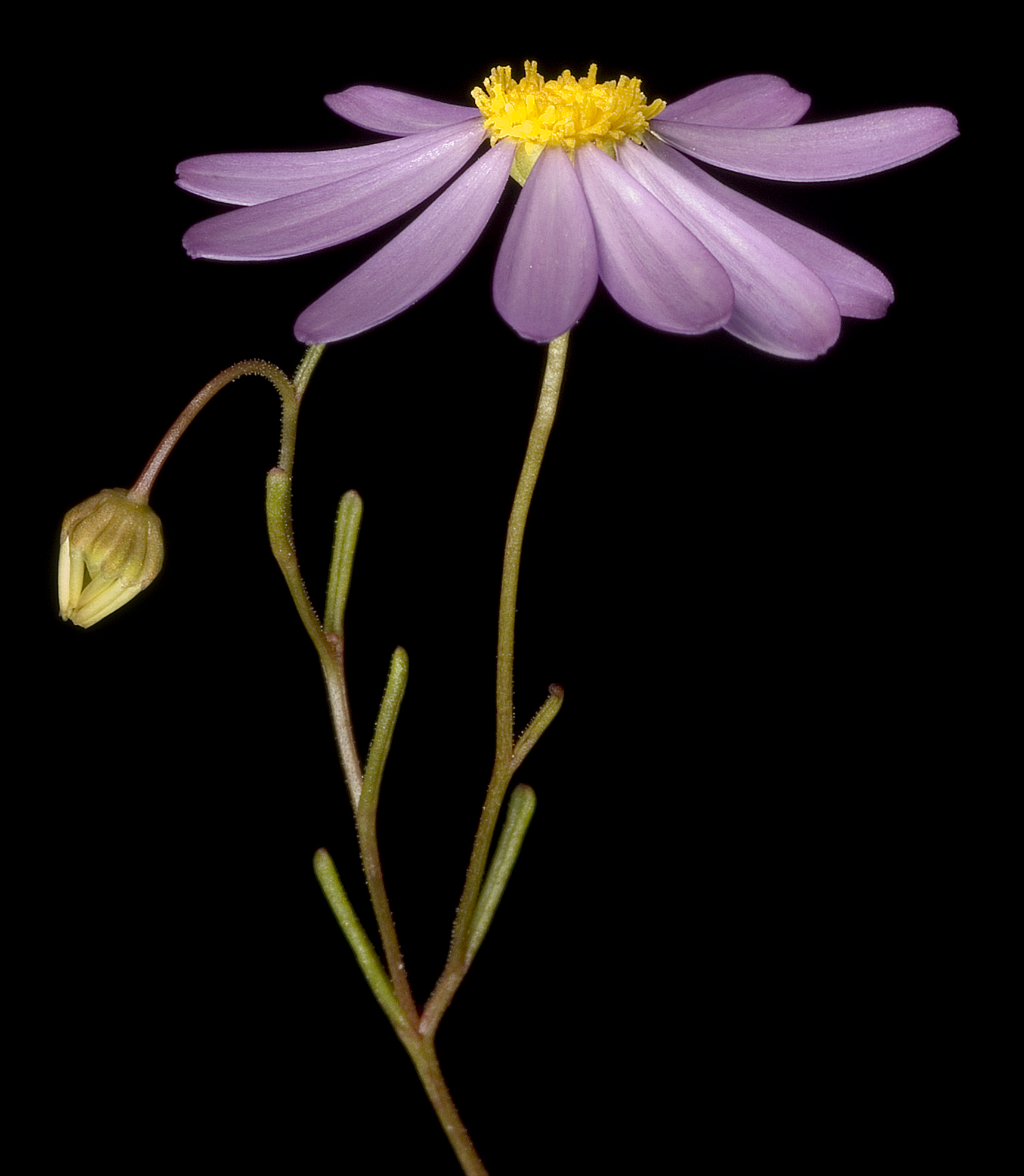
Brachyscome iberidifolia

K - L - M
- Brachyscome kaputarensis  P.S.Short
- Brachyscome leptocarpa  F.Muell.
- Brachyscome lineariloba  (DC.) Druce
- Brachyscome linearis  Druce
- Brachyscome longiscapa  G.Simpson & J.S.Thomson
- Brachyscome lucens  Molloy & Heenan
- Brachyscome melanocarpa  Sond. & F.Muell.
- Brachyscome microcarpa  F.Muell.
- Brachyscome mittagongensis  P.S.Short
- Brachyscome montana  G.Simpson
- Brachyscome muelleri  Sond.
- Brachyscome muelleroides   G.L.Davis
- Brachyscome multifida  DC.

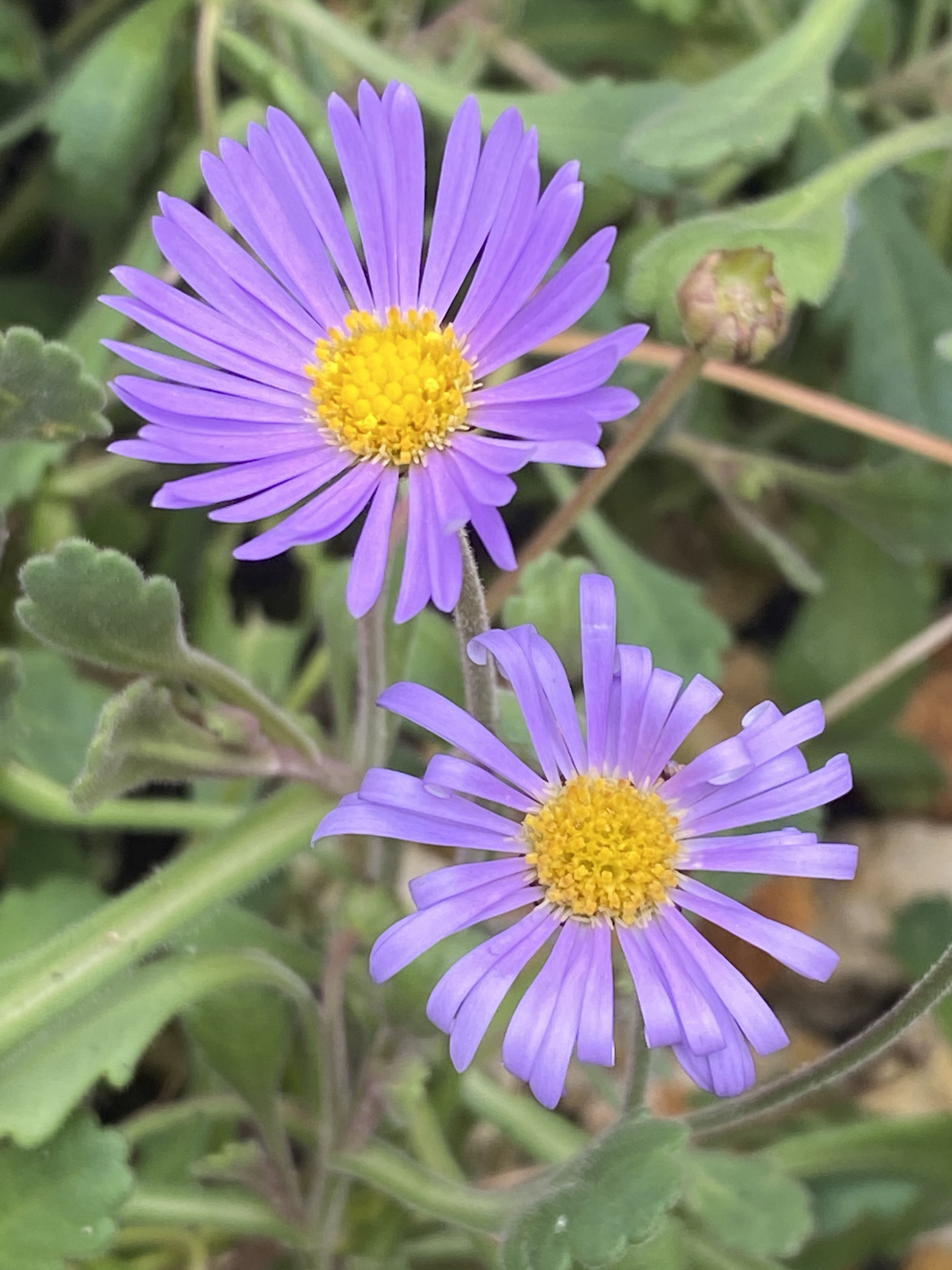
Brachyscome microcarpa
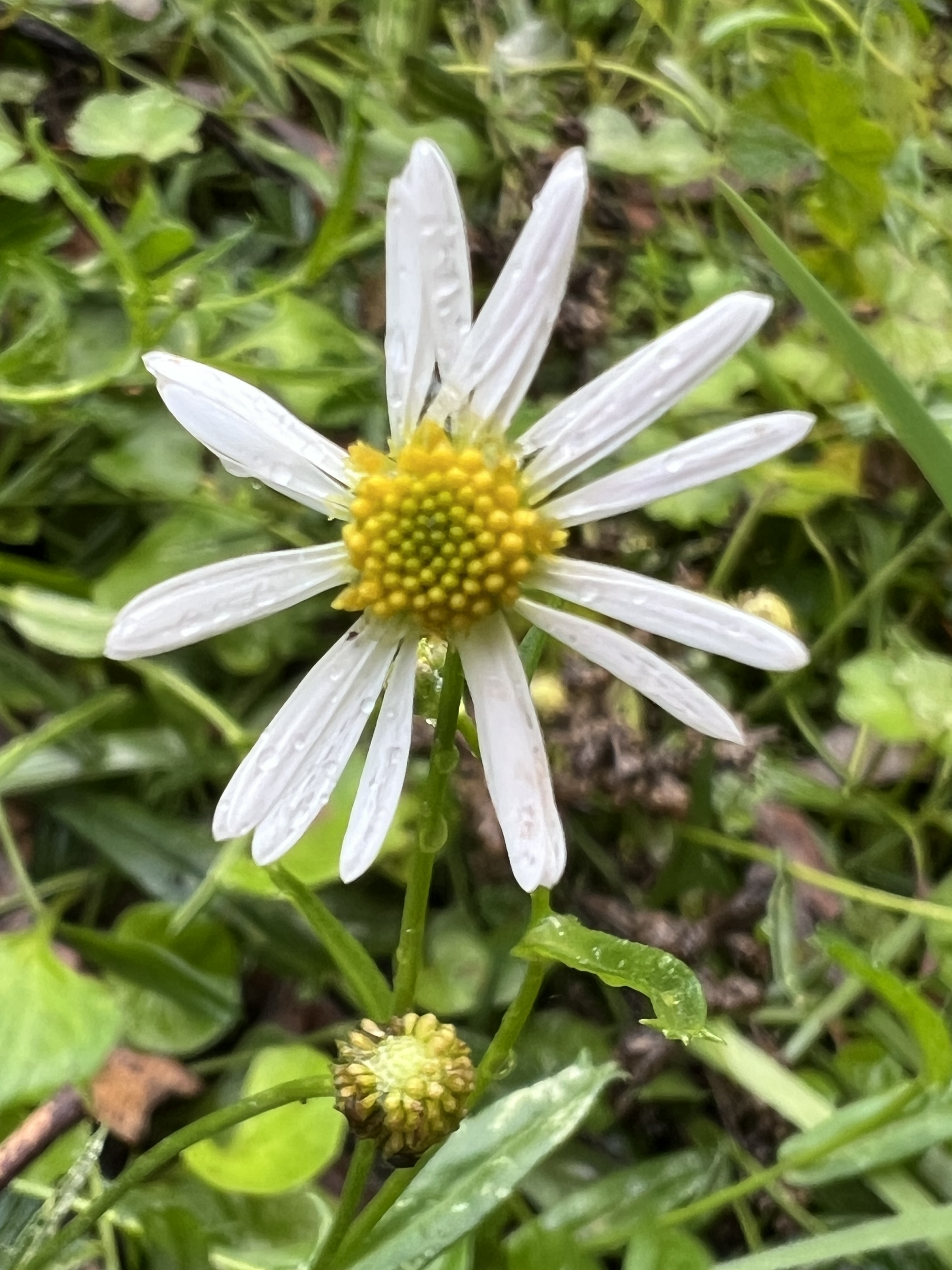
Brachyscome mittagongensis
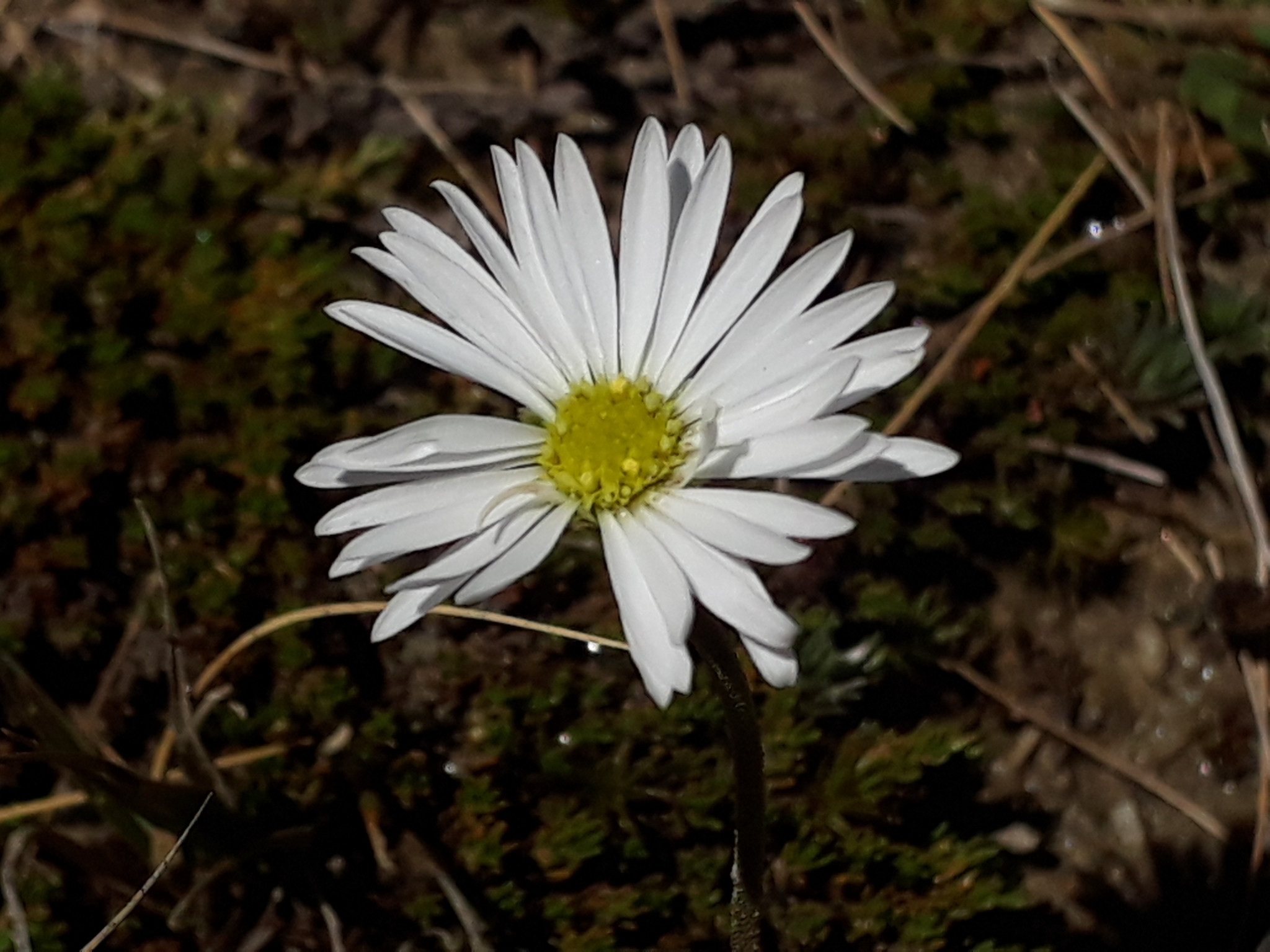
Brachyscome montana
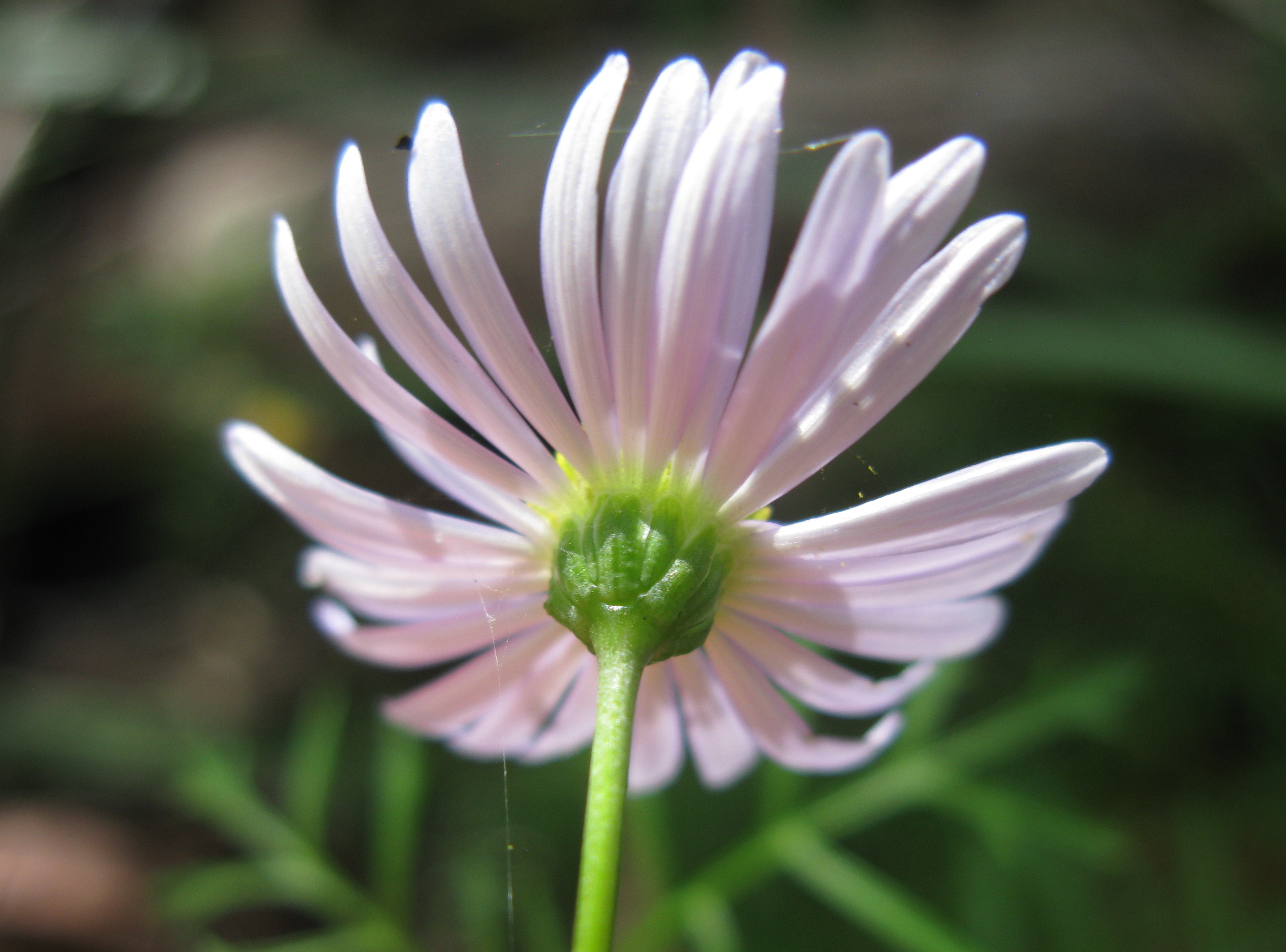
Brachyscome multifida

N - O - P - R
- Brachyscome nivalis  F.Muell.
- Brachyscome nodosa  P.S.Short & K.Watan.
- Brachyscome nova-anglica   G.L.Davis
- Brachyscome obovata   G.L.Davis
- Brachyscome paludicola  P.S.Short
- Brachyscome papillosa   G.L.Davis
- Brachyscome papuana  Mattf.
- Brachyscome parvula  Hook.f.
- Brachyscome perpusilla  J.M.Black
- Brachyscome petrophila   G.L.Davis
- Brachyscome pinnata  Hook.f.
- Brachyscome procumbens   G.L.Davis
- Brachyscome ptychocarpa  F.Muell.
- Brachyscome pusilla  Steetz
- Brachyscome radicans  Steetz
- Brachyscome radicata  Hook.f.
- Brachyscome rara   G.L.Davis
- Brachyscome readeri   G.L.Davis
- Brachyscome rigidula (DC.)   G.L.Davis
- Brachyscome riparia   G.L.Davis
- Brachyscome rudallensis  P.S.Short

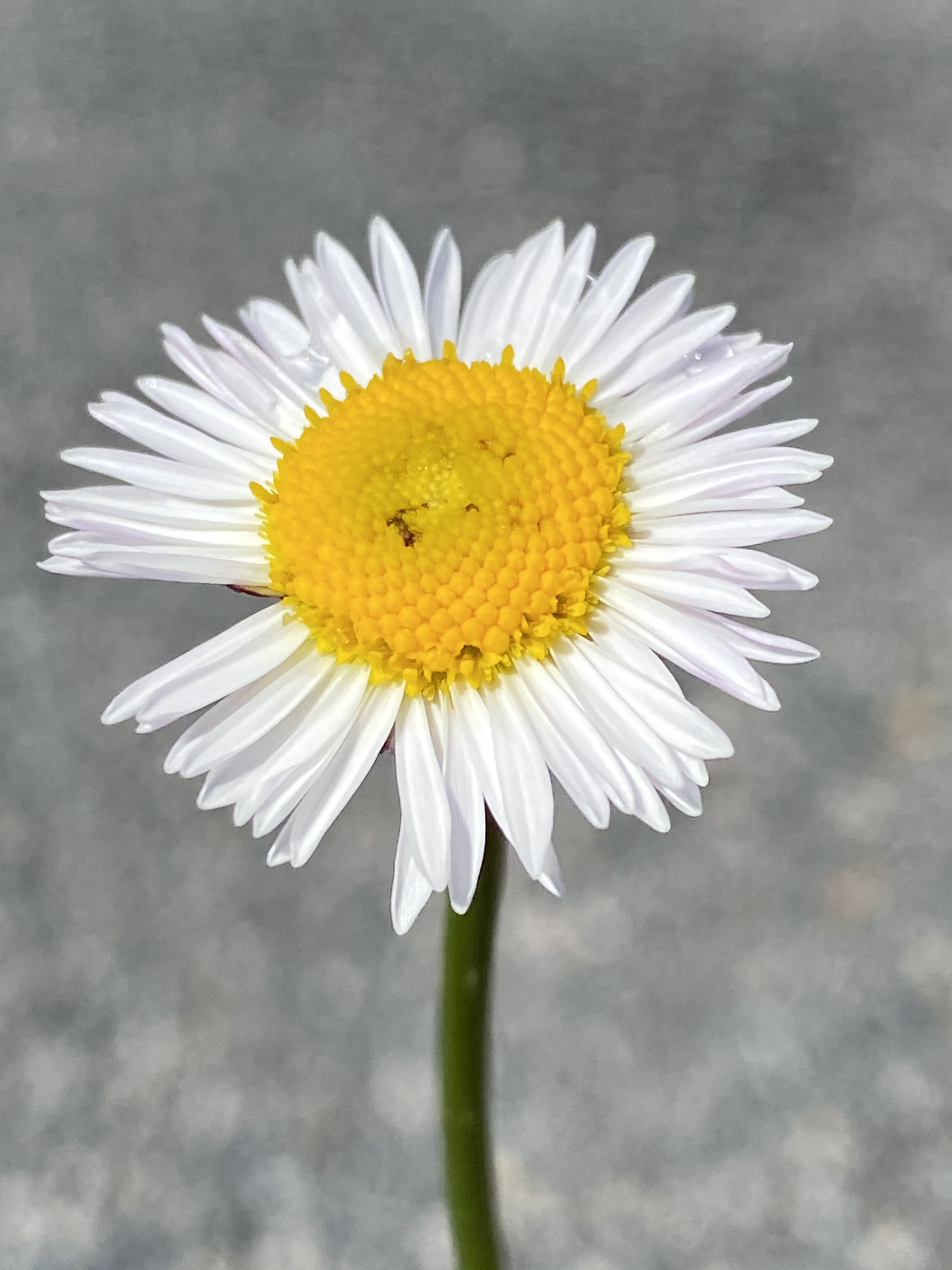
Brachyscome nivalis
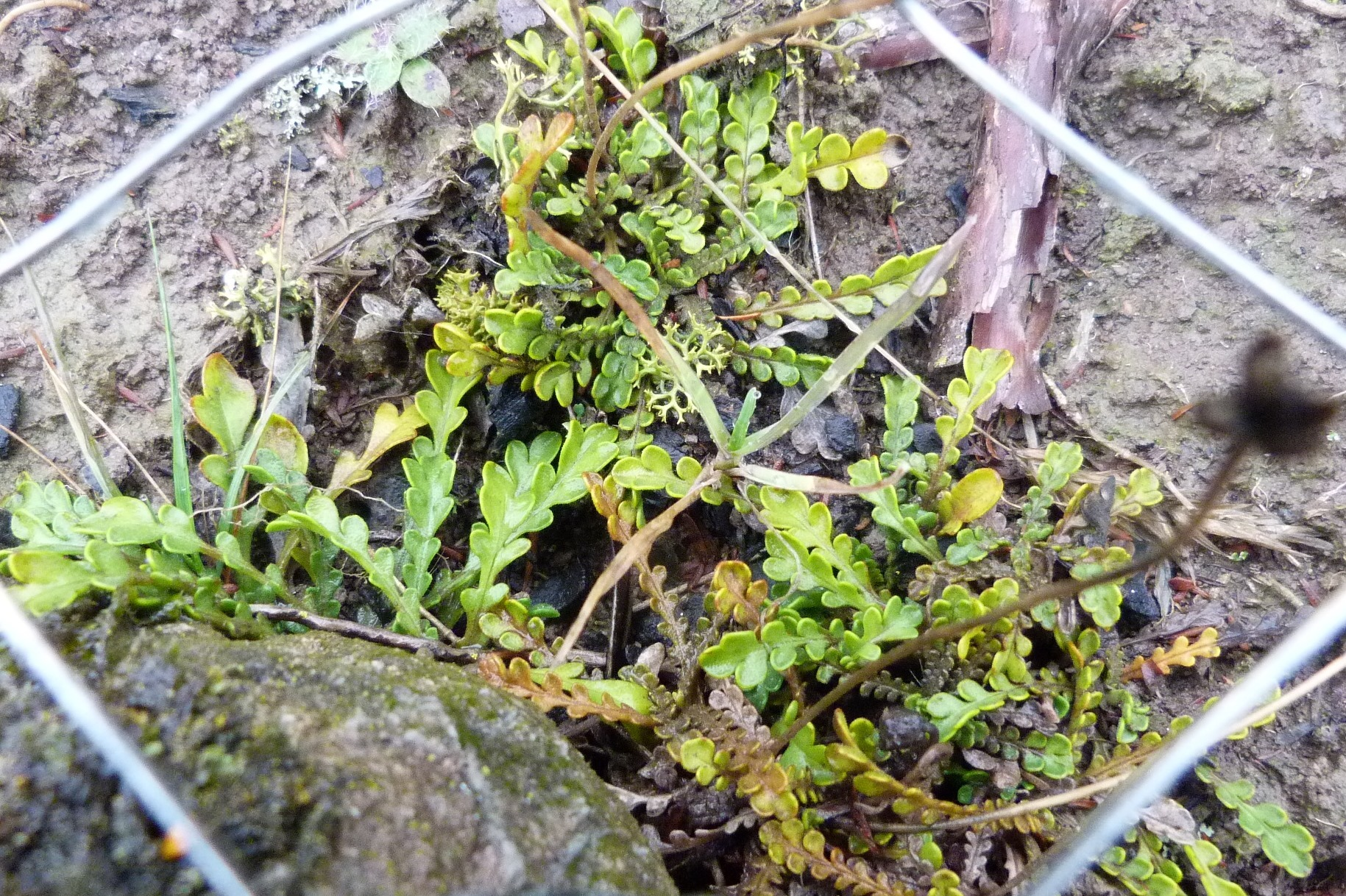
Brachyscome pinnata
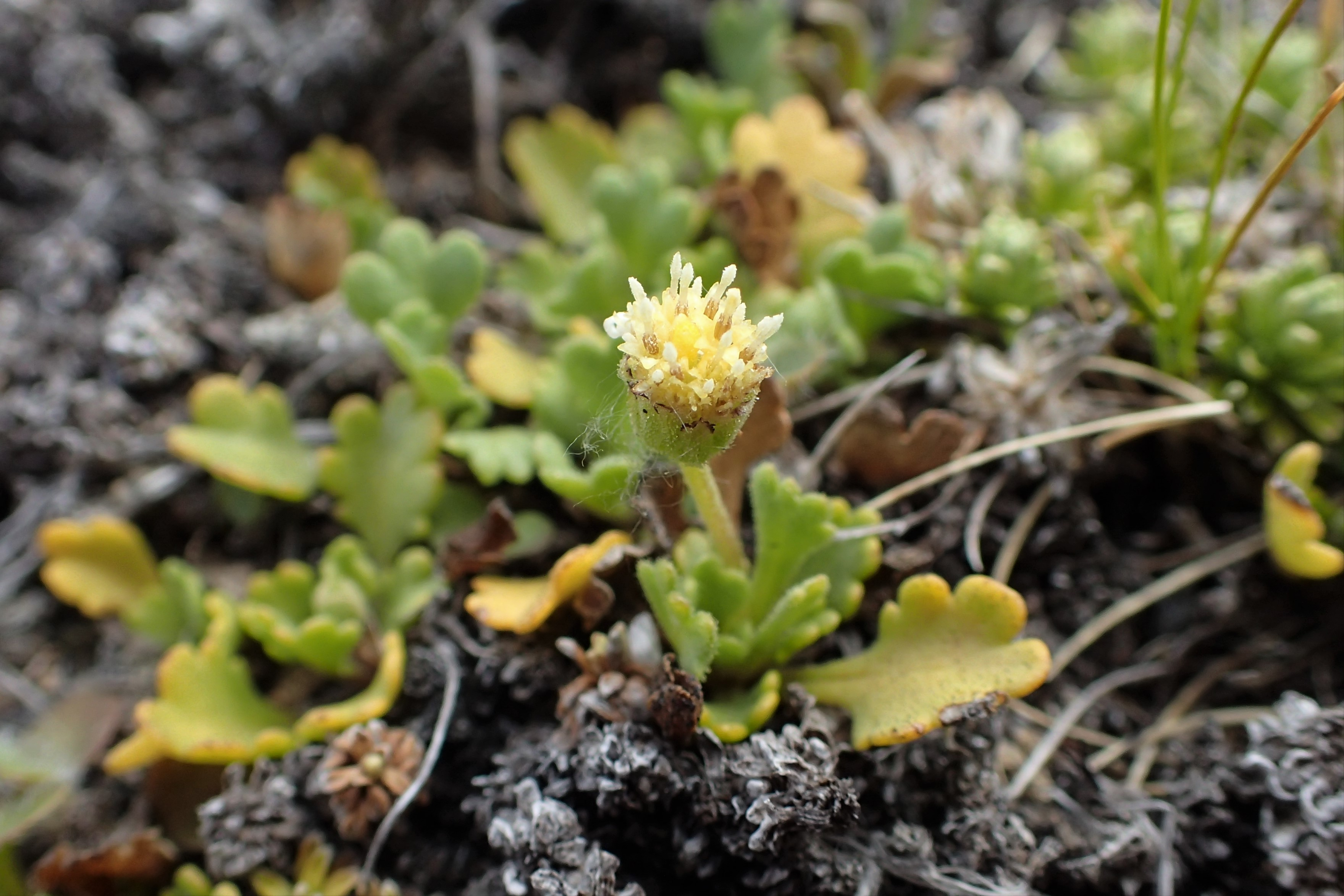
Brachyscome radicata

S
- Brachyscome salkiniae  P.S.Short
- Brachyscome scapigera  (Sieber ex Spreng.) DC.
- Brachyscome segmentosa  F.Muell.
- Brachyscome sieberi  DC.
- Brachyscome simulans  P.S.Short
- Brachyscome sinclairii  Hook.f.
- Brachyscome smithwhitei  P.S.Short & K.Watan.
- Brachyscome spathulata  Gaudich.
- Brachyscome staceae  P.S.Short
- Brachyscome stolonifera   G.L.Davis
- Brachyscome stuartii  Benth.

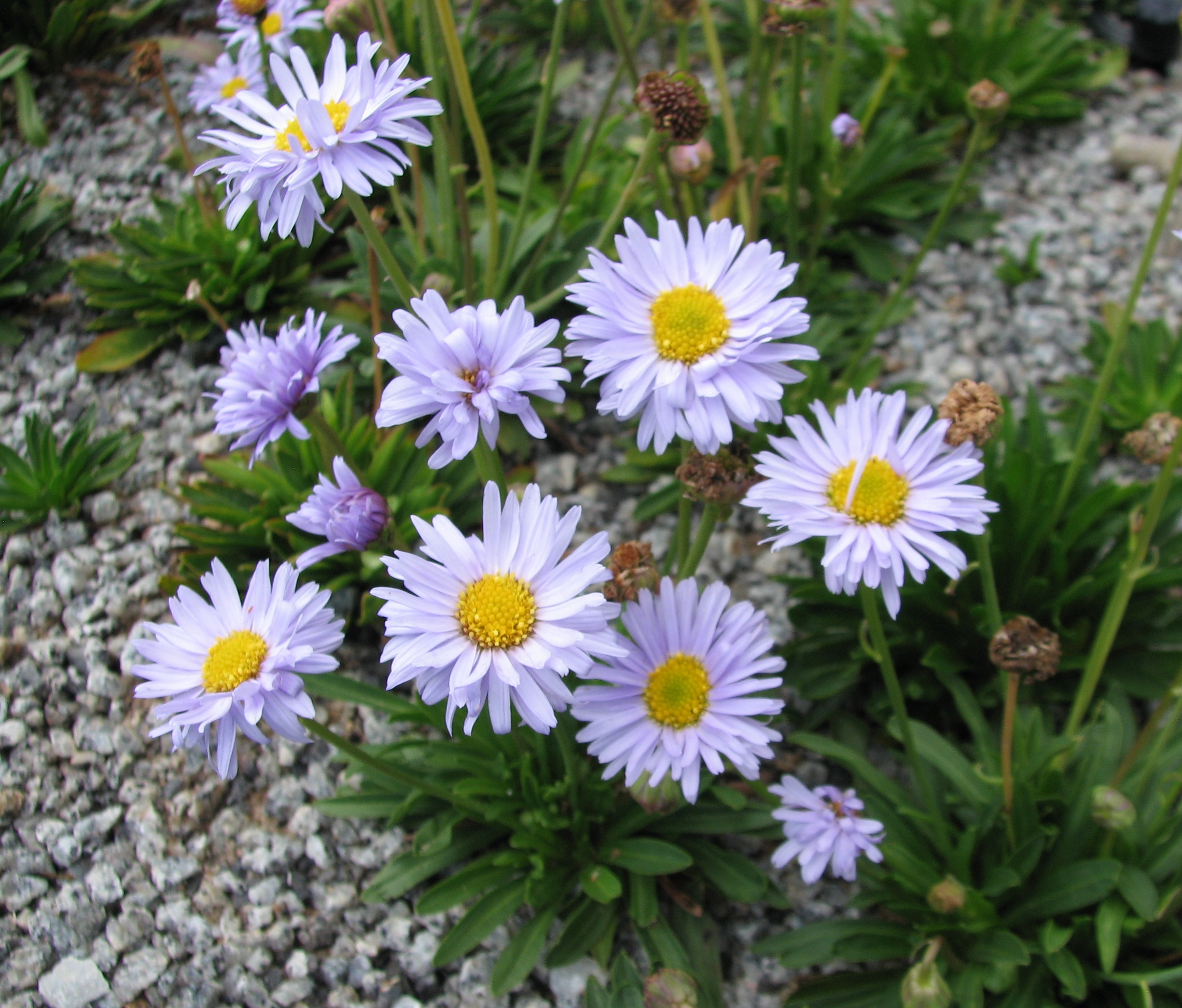
Brachyscome scapigera
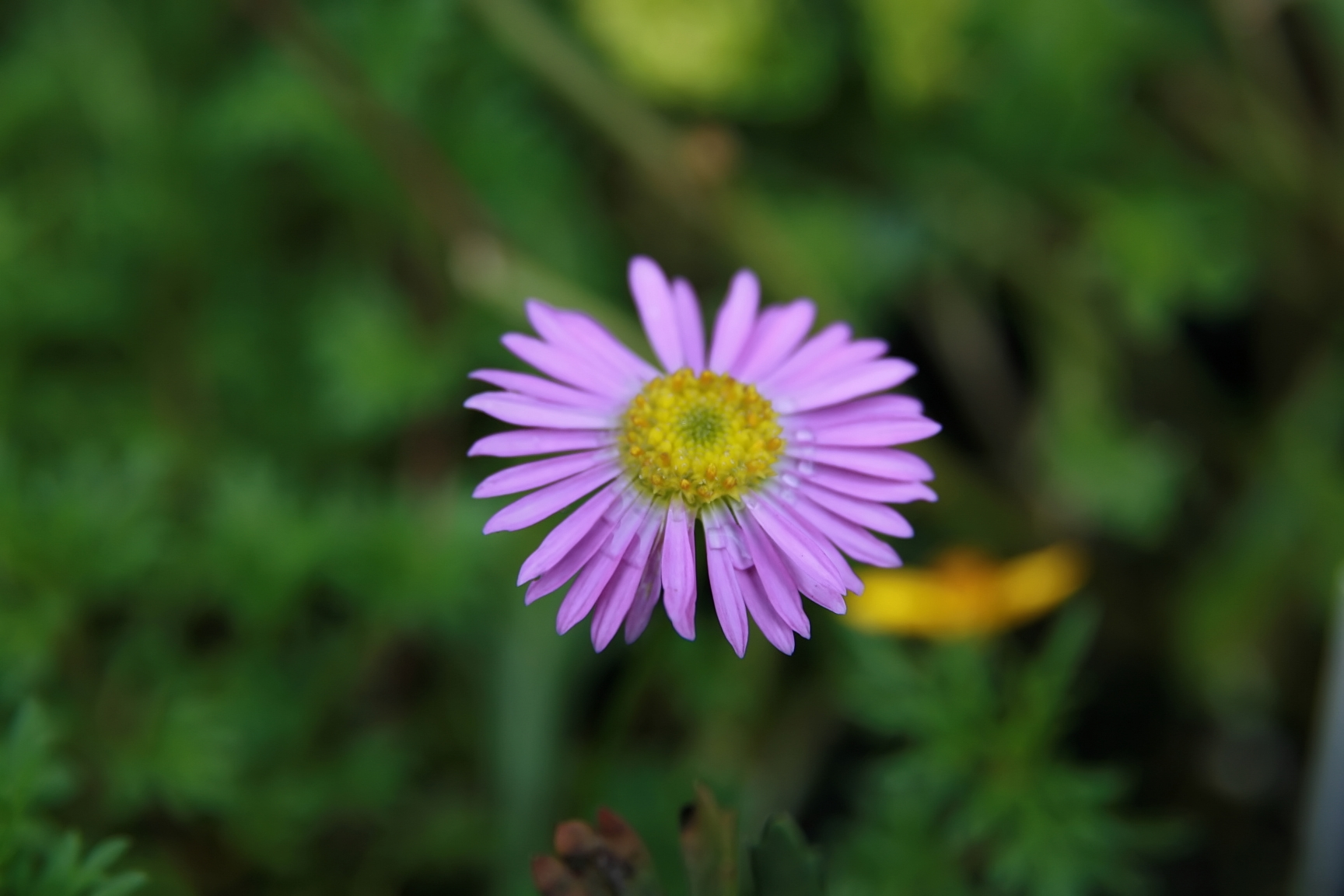
Brachyscome segmentosa
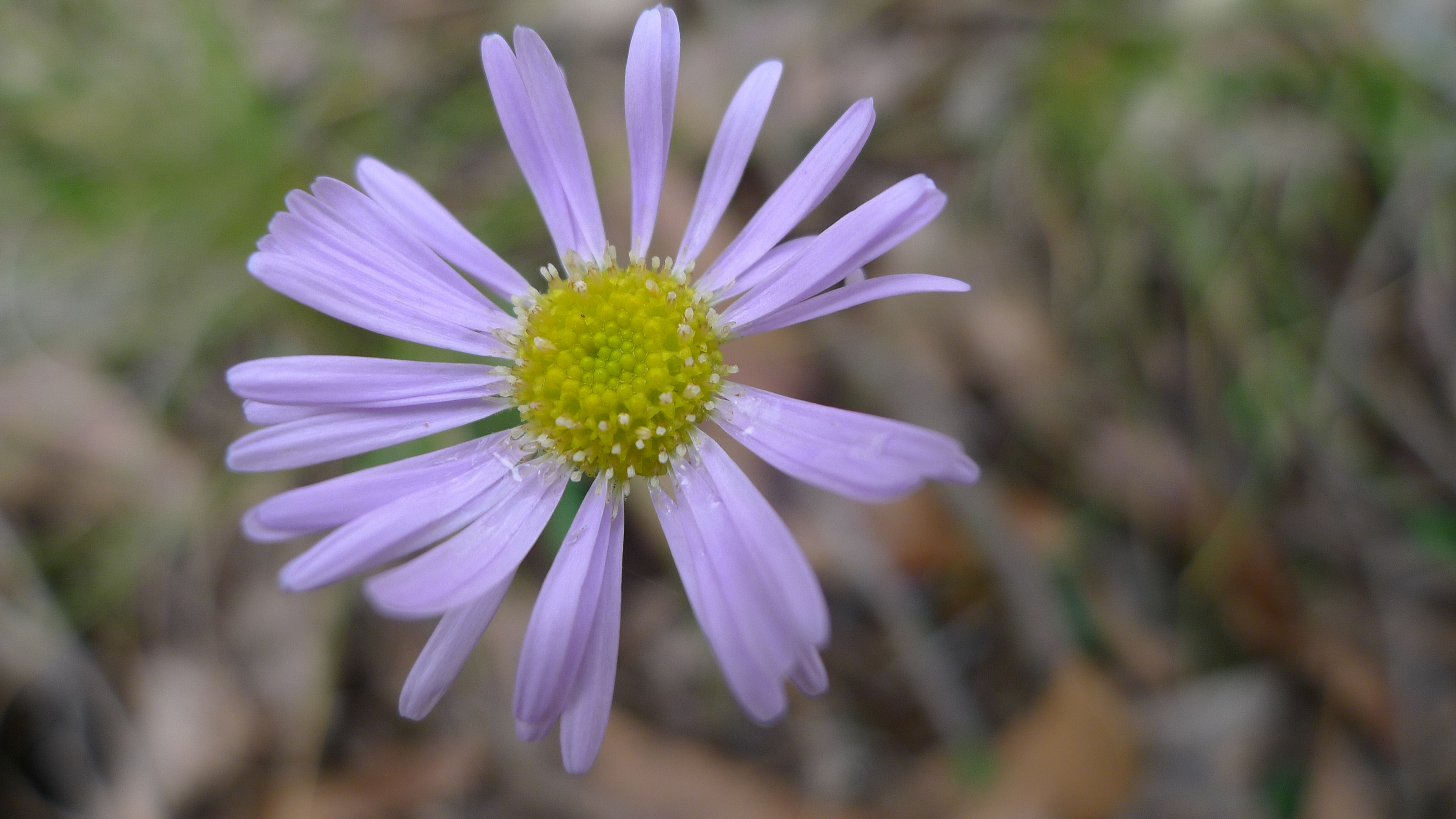
Brachyscome spathulata
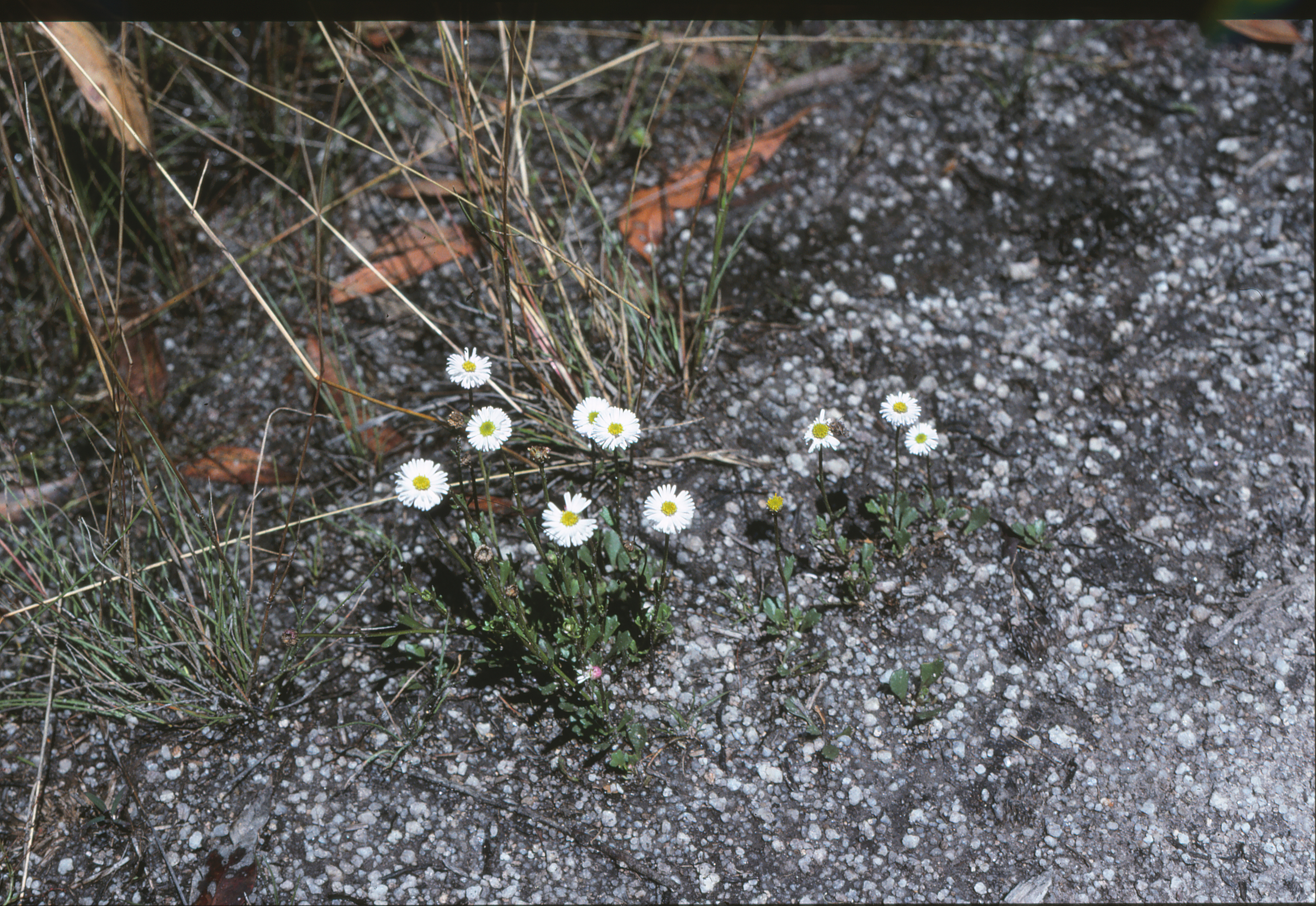
Brachyscombe stuartii

T - W - X
- Brachyscome tadgellii  Tovey & P.Morris
- Brachyscome tamworthensis  P.S.Short
- Brachyscome tasmanica  P.S.Short
- Brachyscome tatei  J.M.Black
- Brachyscome tenuiscapa  Hook.f.
- Brachyscome tesquorum  J.M.Black
- Brachyscome tetrapterocarpa   G.L.Davis
- Brachyscome trachycarpa  F.Muell.
- Brachyscome trisecta  P.S.Short
- Brachyscome walshii  P.S.Short
- Brachyscome watanabei  P.S.Short
- Brachyscome whitei   G.L.Davis
- Brachyscome willisii  P.S.Short
- Brachyscome xanthocarpa  D.A.Cooke

### Sinonimi
Sono elencati alcuni sinonimi per questa entità:
- Brachystephium Less.
- Paquerina  Cass.
- Silphiosperma  Steetz
- Steiroglossa  DC.